# دايركت تي في
دايركت تي في (بالإنجليزية: DirceTV)‏ هي شركة أمريكية تقدم خدمة البث المباشر عبر الأقمار الصناعية ومقرها في إل سغوندو، كاليفورنيا وهي شركة تابعة لـ آي تي آند تي. تمتلك خدمة الأقمار الصناعية، التي تم إطلاقها في 17 يونيو 1994، التلفزيون الرقمي والصوت إلى المنازل في الولايات المتحدة وأمريكا اللاتينية ومنطقة البحر الكاريبي. منافسيها الرئيسيون هم دش نيتورك ومزودو خدمة التلفزيون الكبلي. في 24 يوليو 2015، بعد الحصول على موافقة من لجنة الاتصالات الفيدرالية الأمريكية ووزارة العدل الأمريكية، استحوذت آي تي آند تي على دايركت تي في بصفقة تبلغ قيمتها 67.1 مليار دولار.
اعتبارًا من الربع الأول من عام 2017، كان لدى دايركت تي في 21 مليون مشترك أمريكي (26 مليون إذا تم دمجها مع يو-فيرس) وإيرادات بلغت 12 مليار دولار. اعتبارًا من نهاية الربع الثالث من عام 2019، انخفض عدد مشتركي دايركت تي في إلى 16 مليون مشترك. دايركت تي في هي واحدة من اثنين من العروض التلفزيونية المتميزة من آي تي آند تي، وإيه تي آند تي تي في.

## معرض صور

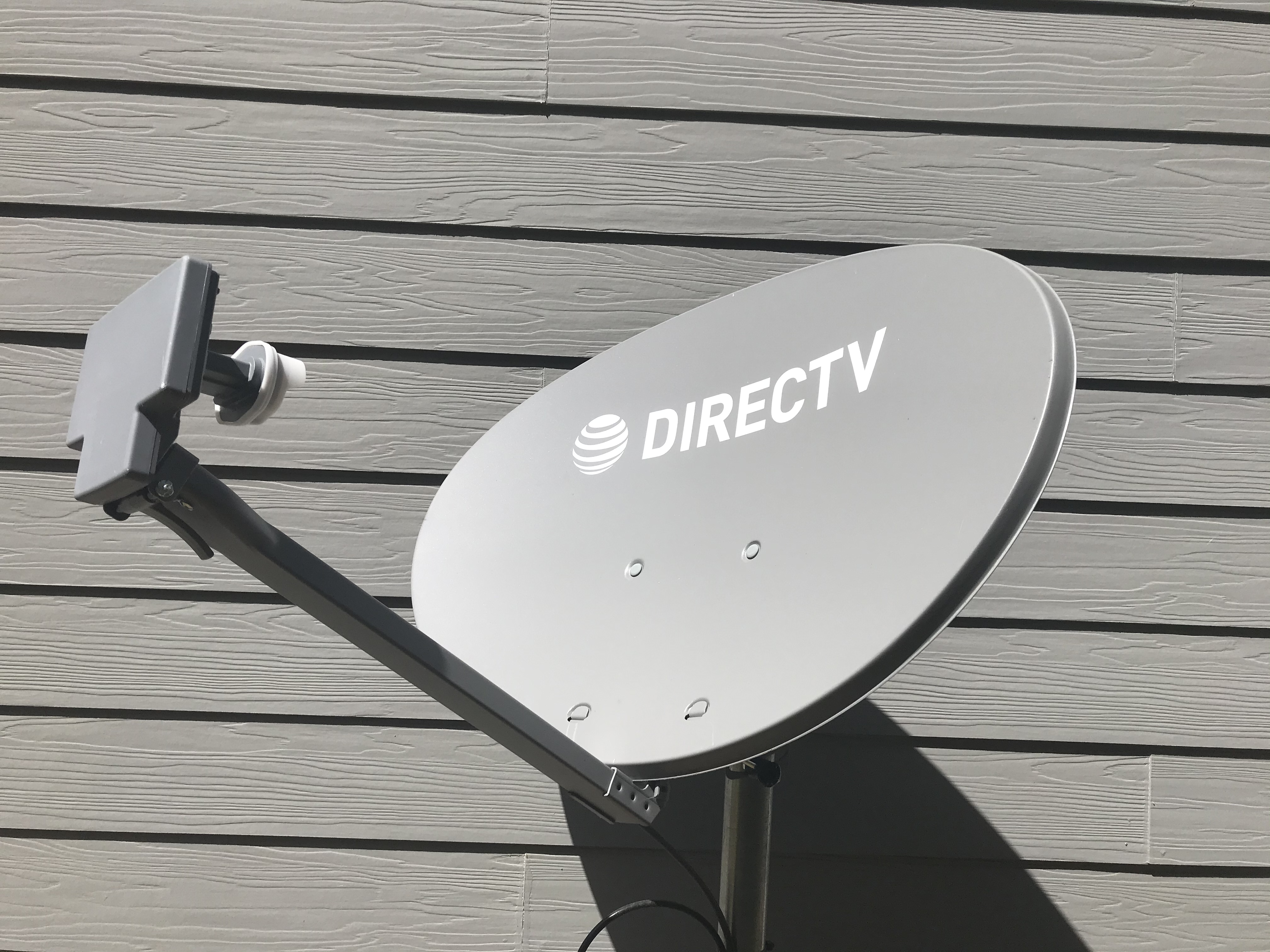
طبق الأقمار الصناعية فور كي مع إل إن بي متعدد الأقمار الصناعية على عمود أرضي.
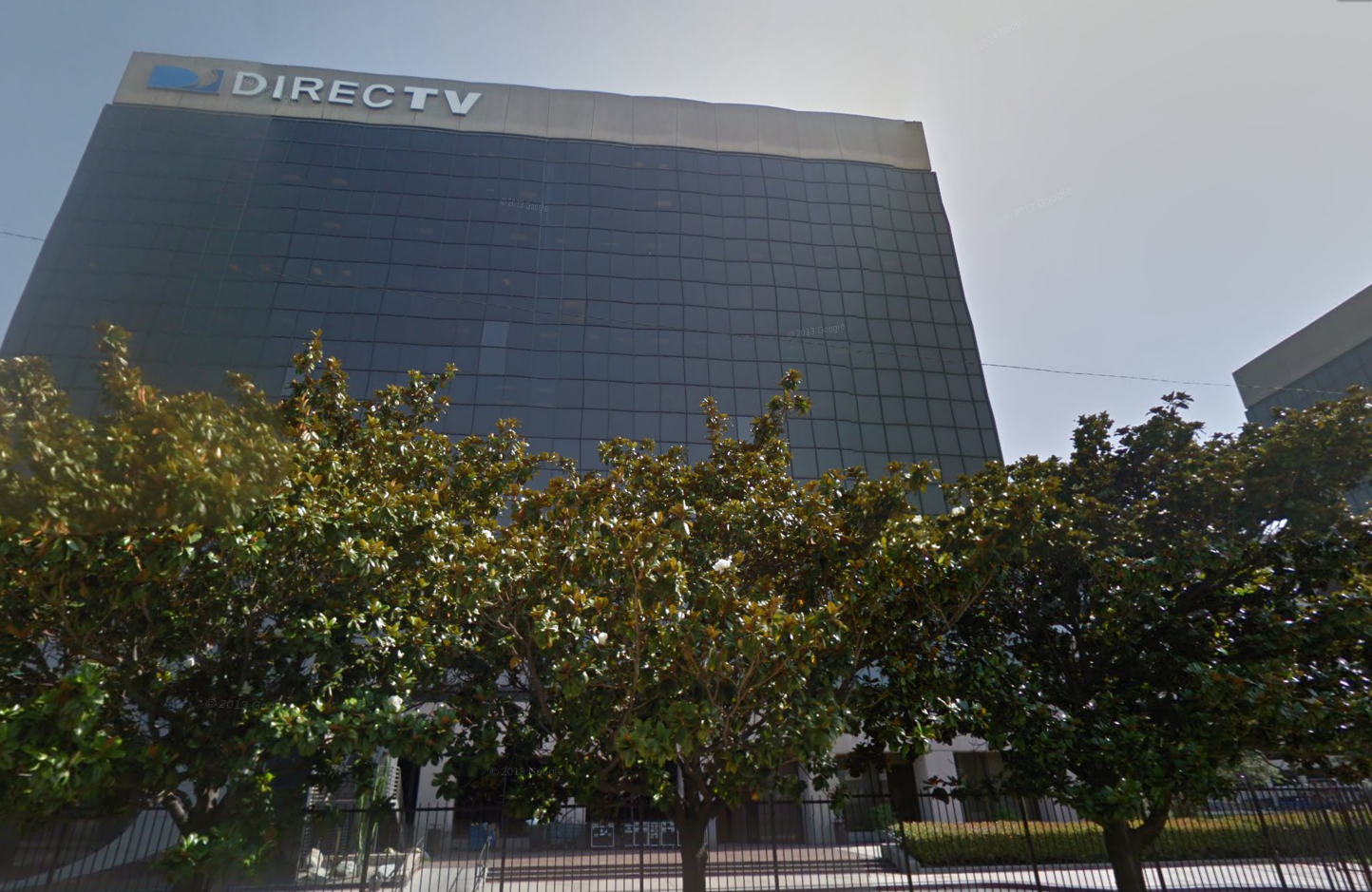
المقر الرئيسي للشركة في كاليفورنيا عام 2013

## روابط خارجية
- الموقع الرسمي
- موقع AT&T DIRECTV الإلكتروني
- قائمة قنوات DirecTV